# Schwarzenberghütte (Allgäuer Alpen)
Die Schwarzenberghütte ist eine Schutzhütte der Kategorie I der Sektion Illertissen des Deutschen Alpenvereins (DAV). Sie wurde in 1380 m ü. NHN Höhe errichtet und liegt am Fuße des Großen Daumens in den Allgäuer Alpen.

## Geschichte
Die ehemalige Bergstation einer Materialseilbahn wurde nach dem Zweiten Weltkrieg zu einer kleinen Schutzhütte umgebaut. In den folgenden Jahren wurde die Hütte des Öfteren von Sektionsmitgliedern erweitert.

## Klettersteige
- Hindelanger Klettersteig C, 1- , 6 Stunden[2]
- Hohe Gänge B, 7 Stunden

## Touren
- Kleiner Daumen, 3 Stunden
- Großer Daumen, 3 Stunden
- Hochvogel, 6,5 Stunden
- Nebelhorn, 4 Stunden[3]

## Skitouren
- Kleiner Daumen, 850 hm, 2,5 Stunden
- Großer Daumen, 950 hm, 2,5 Stunden
- Schochen, 1000 hm, 3 Stunden
- Laufbacher Eck, 1100 hm, 3 Stunden
- Kleiner Seekopf, 1000 hm, 3 Stunden
- Großer Seekopf, 1000 hm, 3 Stunden
- Großer Wilder, 1320 hm, 4,5 Stunden

## Zugänge
- von Hinterstein (865 m), Gehzeit: 3 Stunden
- vom Giebelhaus, Gehzeit: ¾ Stunde

## Nachbarhütten
- Prinz-Luitpold-Haus (1846 m), mit Abstieg über Giebelhaus (1067 m), Gehzeit: 3-3½ Stunden
- Edmund-Probst-Haus (1930 m) über das Koblat, Gehzeit: ca. 3½ Stunden

## Gipfelbesteigungen
- Großer Daumen (2280 m), Gehzeit: 2,5 Stunden
- Nebelhorn (2224 m) über das Koblat, Gehzeit: 3 Stunden

## Karten und Literatur
- Alpenvereinskarte BY 4 Allgäuer Hochalpen - Hochvogel, Krottenkopf (1:25.000)
- Kompass Karten Nr. 3 Allgäuer Alpen, Kleinwalsertal; (1:50.000)
- Dieter Seibert: Alpenvereinsführer Allgäuer Alpen und Ammergauer Alpen alpin, Bergverlag Rother, München 2004, 16. Auflage, ISBN 3-7633-1126-2.